# 데니스 리어리
데니스 리어리(영어: Denis Leary 데니스 리리[*], 1957년 8월 18일 ~ )는 미국의 배우, 희극인이다. MTV 등에서 스탠드업 코미디로 먼저 두각을 나타냈으며, 연기로 활동 영역을 넓혀 《킬러 나이트》(1993), 《왝 더 독》(1997) 등의 영화에 조연으로 출연했다.
공동 창작자로 이름을 올린 FX 드라마 《레스큐 미》(2004-11)에서 주연까지 맡아 에미상 드라마 부문 각본상·남우주연상 후보와 골든 글로브상 텔레비전 드라마 부문 남우주연상 후보에 올랐다.

## 출연 작품

### 영화
- 리틀 야구왕 (1993)
- 누가 왕초지? (1993)
- 데몰리션 맨 (1993) - 에드거 프렌드리 역
- 원초적 무기 (1993)
- 킬러 나이트 (1993)
- 사랑의 금고털이 (1994)
- 올리버 스톤의 킬러 (1994)
- 덤보 낙하 작전 (1995)
- 투 이프 바이 씨 (1996)
- 왝 더 독 (1997)
- 수어싸이드 킹 (1997, Suicide Kings)
- 와이드 어웨이크 (1998)
- 스몰 솔저 (1998)
- 벅스 라이프 (1998) - 목소리
- 트루 크라임 (1999)
- 두 낫 디스터브 (1999)
- 토마스 크라운 어페어 (1999)
- 블로우 (2001)
- 아이스 에이지 (2002) - 디에고 역 (목소리)
  - 아이스 에이지 2 (2006)
  - 아이스 에이지 3: 공룡시대 (2009)
  - 아이스 에이지 4: 대륙 이동설 (2012)
  - 아이스 에이지: 지구 대충돌 (2016)
- 리카운트 (2008)
- 어메이징 스파이더맨 (2012)
  - 어메이징 스파이더맨 2 (2014)
- 드래프트 데이 (2014)
- 프릭스 오브 네이처 (2015)

### 텔레비전
- 레스큐 미 (2004-11)
- 아이스 에이지: 매머드 크리스마스 (2011) - TV 스페셜
- 아이스 에이지: 알 찾기 대소동 (2016) - TV 스페셜
- 로앤오더: 조직범죄 전담반 (2022)